# Sicydium (halnem)
A Sicydium a csontos halak (Osteichthyes) főosztályának a sugarasúszójú halak (Actinopterygii) osztályába, ezen belül a sügéralakúak (Perciformes) rendjébe, a gébfélék (Gobiidae) családjába és a Sicydiinae alcsaládjába tartozó nem.

## Rendszerezés
A nembe az alábbi 17 faj tartozik:
- Sicydium adelum Bussing, 1996
- Sicydium altum Meek, 1907
- Sicydium brevifile Ogilvie-Grant, 1884
- Sicydium buscki Evermann & Clark, 1906
- Sicydium bustamantei Greeff, 1884
- Sicydium cocoensis (Heller & Snodgrass, 1903)
- Sicydium crenilabrum Harrison, 1993
- Sicydium fayae Brock, 1942
- Sicydium gilberti Watson, 2000
- Sicydium gymnogaster Ogilvie-Grant, 1884
- Sicydium hildebrandi Eigenmann, 1918
- Sicydium montanum Hubbs, 1920
- Sicydium multipunctatum Regan, 1906
- Sicydium plumieri (Bloch, 1786)
- Sicydium punctatum Perugia, 1896
- Sicydium rosenbergii (Boulenger, 1899)
- Sicydium salvini Ogilvie-Grant, 1884